# ألوية الفرقان
ألوية الفرقان هي جماعة معارضة مستقلة مشاركة في الحرب الأهلية السورية. تدعي أنها أكبر فصيل إسلامي يعمل حاليًا في القنيطرة.

## وصلات خارجية
- الموقع الرسمي لألوية الفرقان